# 桜田町 (名古屋市)
桜田町（さくらだちょう）は、愛知県名古屋市熱田区の地名。丁番を持たない単独町名である。住居表示実施。

## 地理
名古屋市熱田区北東端部に位置する。東は昭和区、西は波寄町、南は池内町・沢下町、北は中区に接する。

## 歴史

### 町名の由来
熱田東町の小字による。一説に「桜」とは、「狭処（さこ）」を開くことを意味し、近世の新開地を表す「作良」の当て字という。また、近世初期の豪族で当地周辺で勢力を持った佐久羅氏の所領地であったとする説もある。

### 行政区画の沿革
- 1925年（大正14年）8月5日 - 南区熱田東町および中区流町・同区御器所町の各一部により、南区桜田町として成立[1]。
- 1931年（昭和6年）4月1日 - 熱田東町の一部を編入する[1]。
- 1937年（昭和12年）10月1日 - 熱田区編入に伴い、同区桜田町となる[1]。
- 1942年（昭和17年）9月20日 - 御器所町の一部を編入する[1]。
- 1946年（昭和21年）4月15日 - 一部が中区に編入され、同区桜田町となる[1]。
- 1958年（昭和33年）1月16日 - 一部が昭和区に編入され、同区桜田町となる[1]。
- 1972年（昭和47年）8月1日 - 昭和区桜田町が同区福江三丁目に編入され消滅[5]。
- 1979年（昭和54年）6月3日 - 池内町・沢下町の各一部を編入する[1]。また、中区桜田町が同区金山五丁目に編入され消滅[6]。

## 世帯数と人口
2018年（平成30年）12月1日現在の世帯数と人口は以下の通りである。
| 町丁   | 世帯数  | 人口    |
| ------ | ------- | ------- |
| 桜田町 | 689世帯 | 1,236人 |

### 人口の変遷
国勢調査による人口の推移
| 1995年（平成7年）  | 1,462人 | [ WEB 6 ]  |  |
| 2000年（平成12年） | 1,331人 | [ WEB 7 ]  |  |
| 2005年（平成17年） | 1,332人 | [ WEB 8 ]  |  |
| 2010年（平成22年） | 1,248人 | [ WEB 9 ]  |  |
| 2015年（平成27年） | 1,245人 | [ WEB 10 ] |  |

## 学区
市立小・中学校に通う場合、学校等は以下の通りとなる。また、公立高等学校に通う場合の学区は以下の通りとなる。
| 番・番地等 | 小学校               | 中学校               | 高等学校 |
| ---------- | -------------------- | -------------------- | -------- |
| 全域       | 名古屋市立高蔵小学校 | 名古屋市立沢上中学校 | 尾張学区 |

## 施設
- 東邦ガス本社[2]
- 桜田団地[2]
- 桜田公園[2]

1956年（昭和31年）10月15日供用開始。
- 桜田神社[2]
- 愛知日産自動車熱田店
- 東邦不動産
- 東邦液化ガス
- 東邦ガス情報システム
- 全国軽自動車運送連合会名古屋営業所
- 興和紡績櫻田工場

桜田町34番地にかつて所在。1914年（大正3年）4月操業開始。同社初の織布工場であったが、第二次世界大戦下体制への対応で1942年（昭和17年）9月に操業停止。陸軍航空本部名古屋監督班の指導・斡旋により、豊和重工業に同年12月17日、土地・建物・機械を含め全てを売却した。豊和重工業は翌年10月に同工場に豊和工作機械株式会社を設立し、旋盤などを製造した。1945年（昭和20年）3月、名古屋大空襲により焼失。

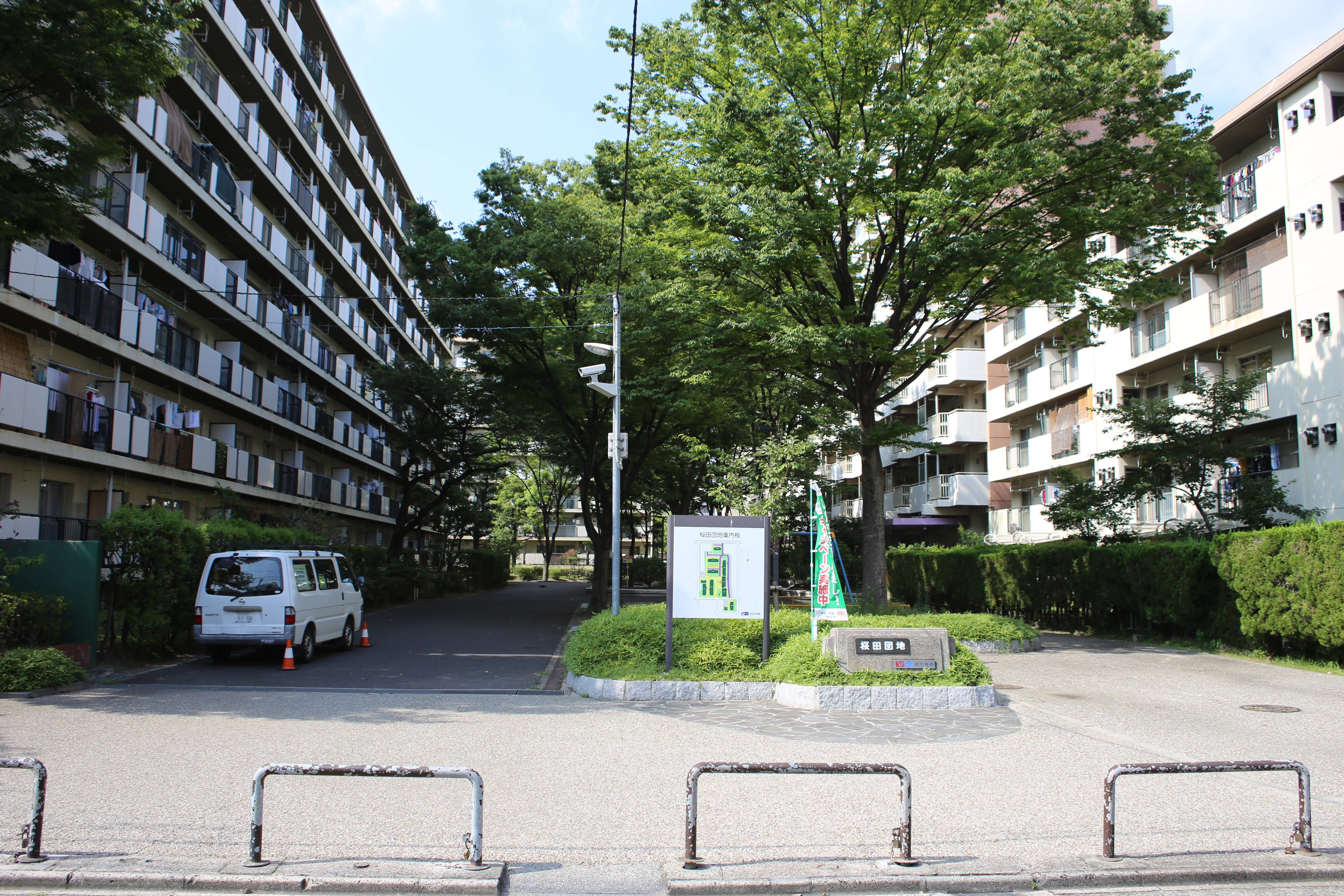
桜田団地
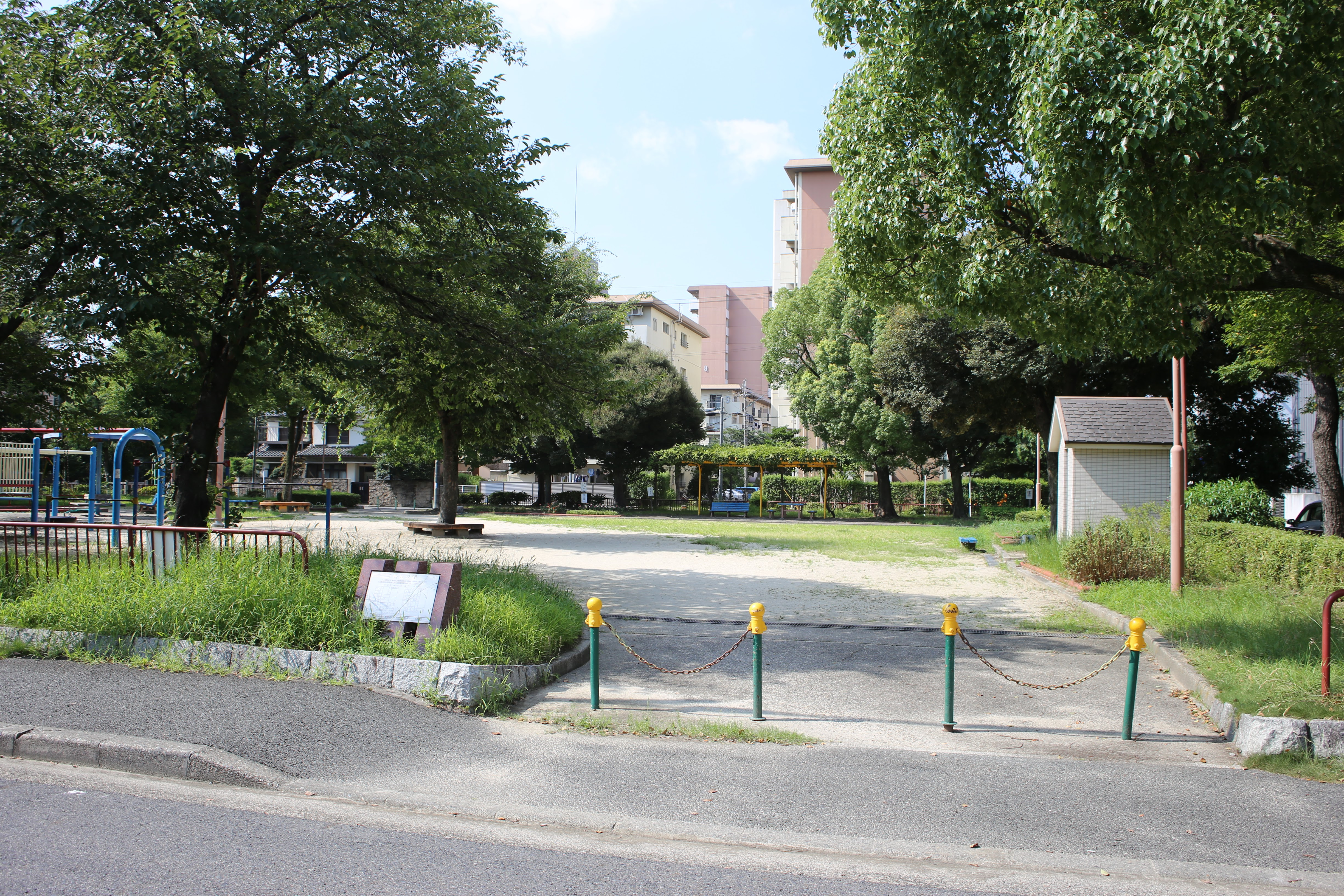
桜田公園
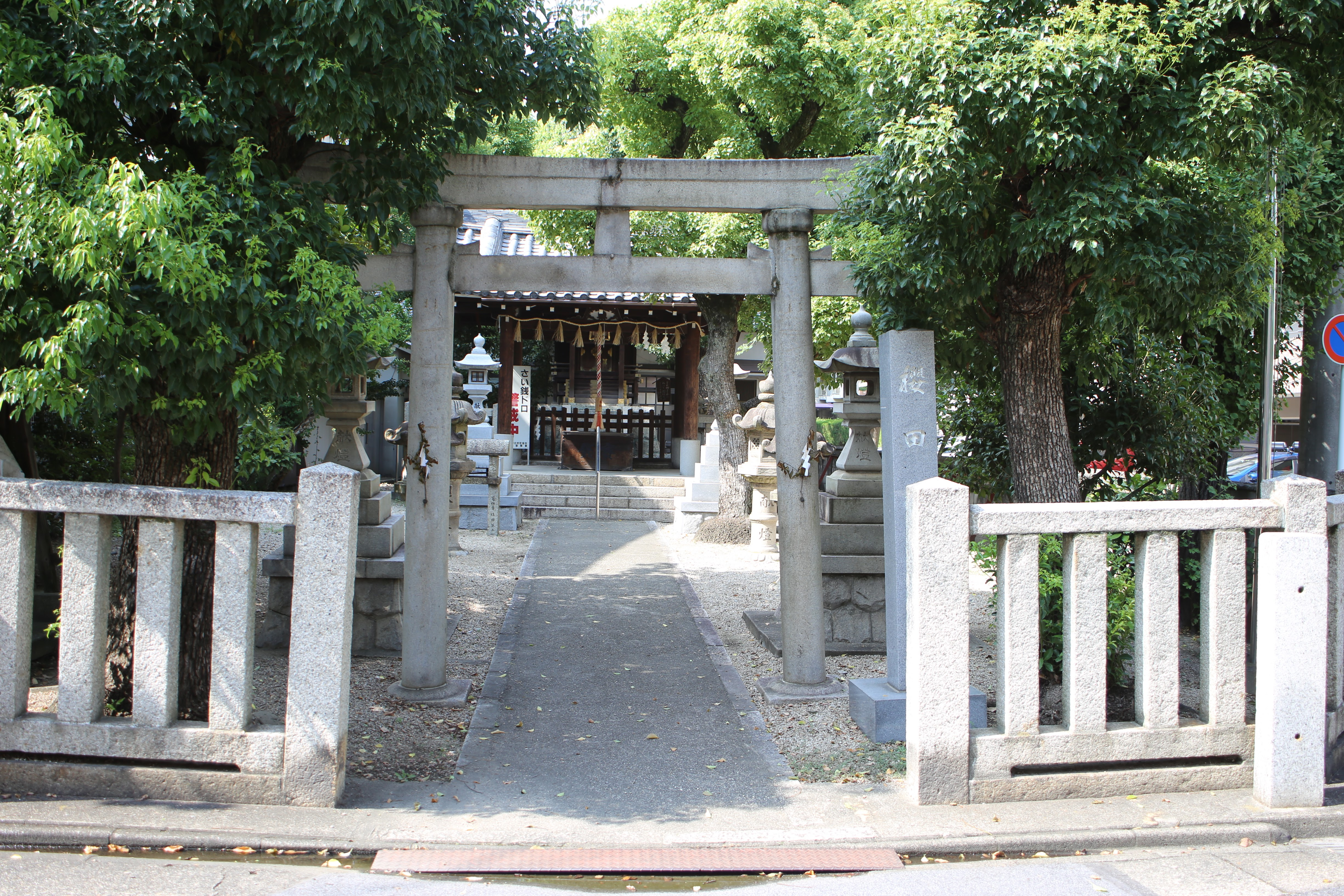
桜田神社
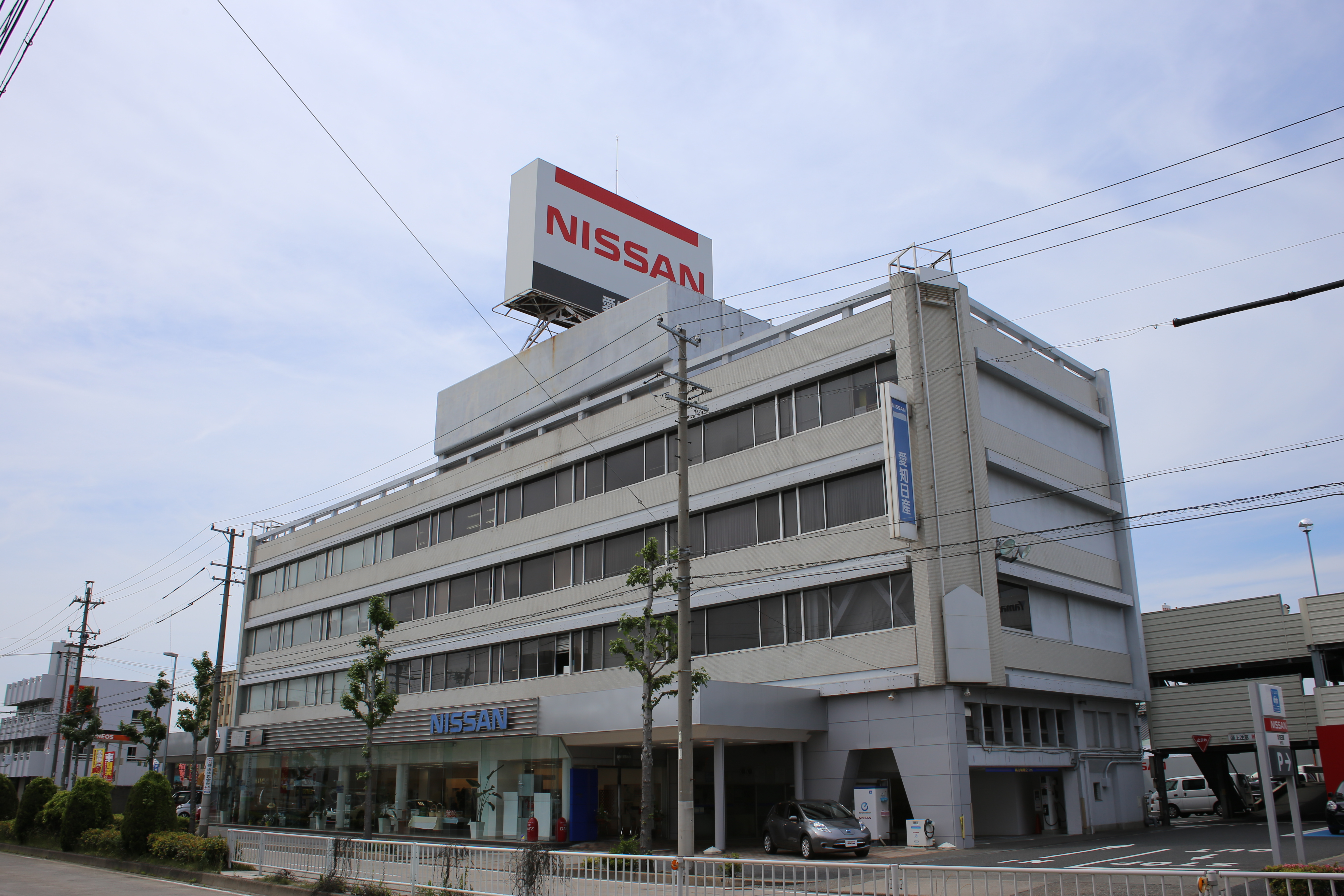
愛知日産自動車

## その他

### 日本郵便
- 郵便番号 : 456-0004[WEB 3]（集配局：熱田郵便局[WEB 14]）。

### WEB
1. ↑  “愛知県名古屋市熱田区の町丁・字一覧”.   人口統計ラボ. 2017年7月23日閲覧。
2. 1 2  “町・丁目(大字)別、年齢(10歳階級)別公簿人口(全市・区別)”.   名古屋市 (2018年12月20日). 2019年1月6日閲覧。
3. 1 2  “郵便番号”.  日本郵便. 2019年1月6日閲覧。
4. ↑  “市外局番の一覧”.   総務省. 2019年1月6日閲覧。
5. ↑  名古屋市役所市民経済局地域振興部住民課町名表示係 (2015年10月21日). “熱田区の町名一覧”.   名古屋市. 2017年7月23日閲覧。
6. ↑  総務省統計局 (2014年3月28日). “平成7年国勢調査の調査結果(e-Stat) - 男女別人口及び世帯数 －町丁・字等” (CSV). 2019年4月27日閲覧。
7. ↑  総務省統計局 (2014年5月30日). “平成12年国勢調査の調査結果(e-Stat) - 男女別人口及び世帯数 －町丁・字等” (CSV). 2019年4月27日閲覧。
8. ↑  総務省統計局 (2014年6月27日). “平成17年国勢調査の調査結果(e-Stat) - 男女別人口及び世帯数 －町丁・字等” (CSV). 2019年4月27日閲覧。
9. ↑  総務省統計局 (2012年1月20日). “平成22年国勢調査の調査結果(e-Stat) - 男女別人口及び世帯数 －町丁・字等” (CSV). 2019年4月27日閲覧。
10. ↑  総務省統計局 (2017年1月27日). “平成27年国勢調査の調査結果(e-Stat) - 男女別人口及び世帯数 －町丁・字等” (CSV). 2019年4月27日閲覧。
11. ↑  “市立小・中学校の通学区域一覧”.   名古屋市 (2018年11月10日). 2019年1月14日閲覧。
12. ↑  “平成29年度以降の愛知県公立高等学校（全日制課程）入学者選抜における通学区域並びに群及びグループ分け案について”.   愛知県教育委員会 (2015年2月16日). 2019年1月14日閲覧。
13. ↑  “都市公園の名称、位置及び区域並びに供用開始の期日” (2019年5月1日). 2019年11月3日閲覧。
14. ↑  郵便番号簿 平成29年度版 - 日本郵便. 2019年01月06日閲覧 (PDF)

### 書籍
1. 1 2 3 4 5 6 7 8  名古屋市計画局 1992, p. 809.
2. 1 2 3 4 5 6  「角川日本地名大辞典」編纂委員会 1989, p. 1444.
3. ↑  名古屋市計画局 1992, p. 424.
4. 1 2  『碑・ひと・地名 : 熱田の歴史風土を語る』名古屋市熱田区役所区民室広報広聴係編、名古屋市熱田区役所、1990年、巻末資料より
5. ↑  名古屋市計画局 1992, p. 800.
6. ↑  名古屋市計画局 1992, p. 792.
7. 1 2  名古屋南部史刊行会 1952, p. 589.
8. 1 2 3 4  興和紡績・興和 1994, p. 161.